# Panka
Panka (ukrainisch und russisch Панка; rumänisch Panca) ist ein Dorf in der ukrainischen Oblast Tscherniwzi. Es liegt westlich der Stadt Storoschynez am Ufer des Sereth, etwa 25 km südwestlich von Czernowitz in der nördlichen Bukowina.

## Geschichte

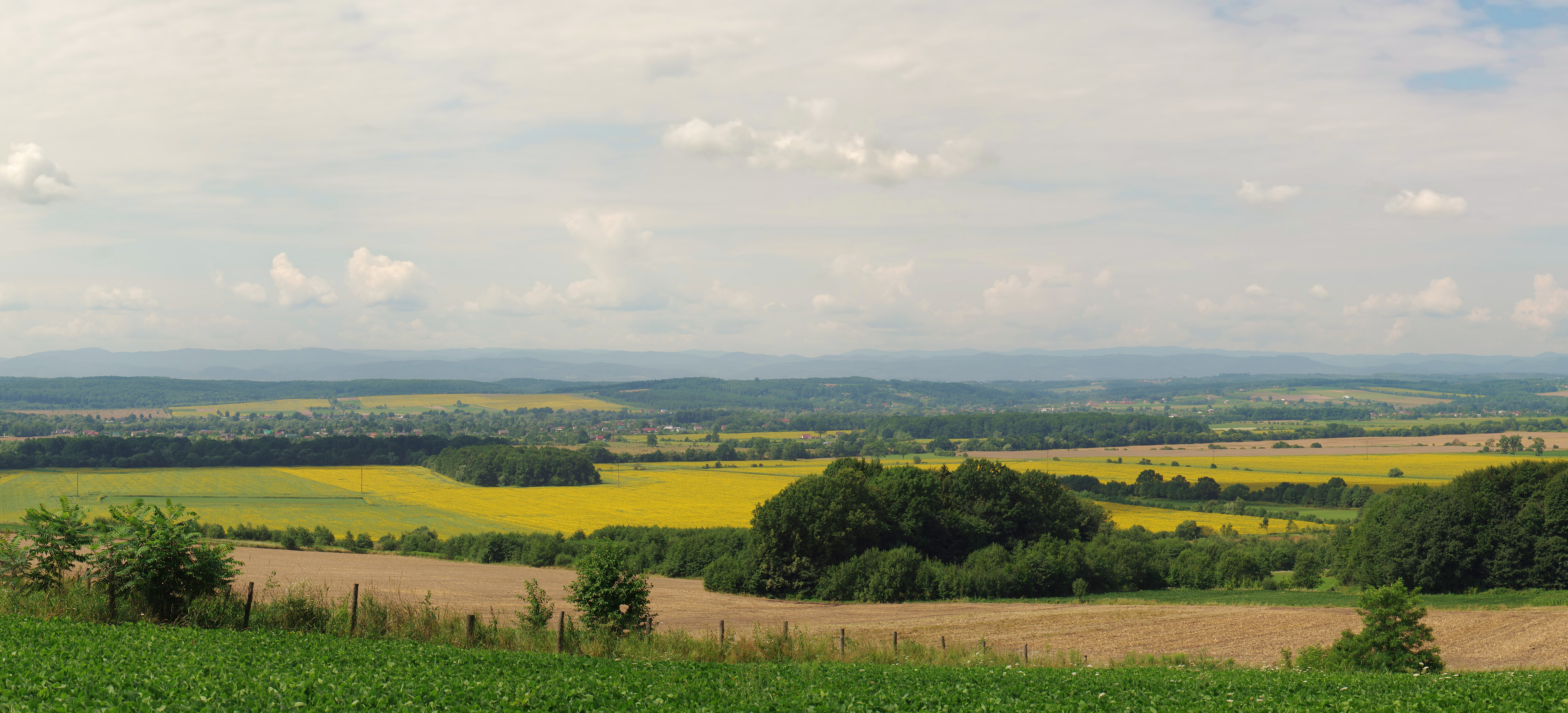
Blick auf den Ort

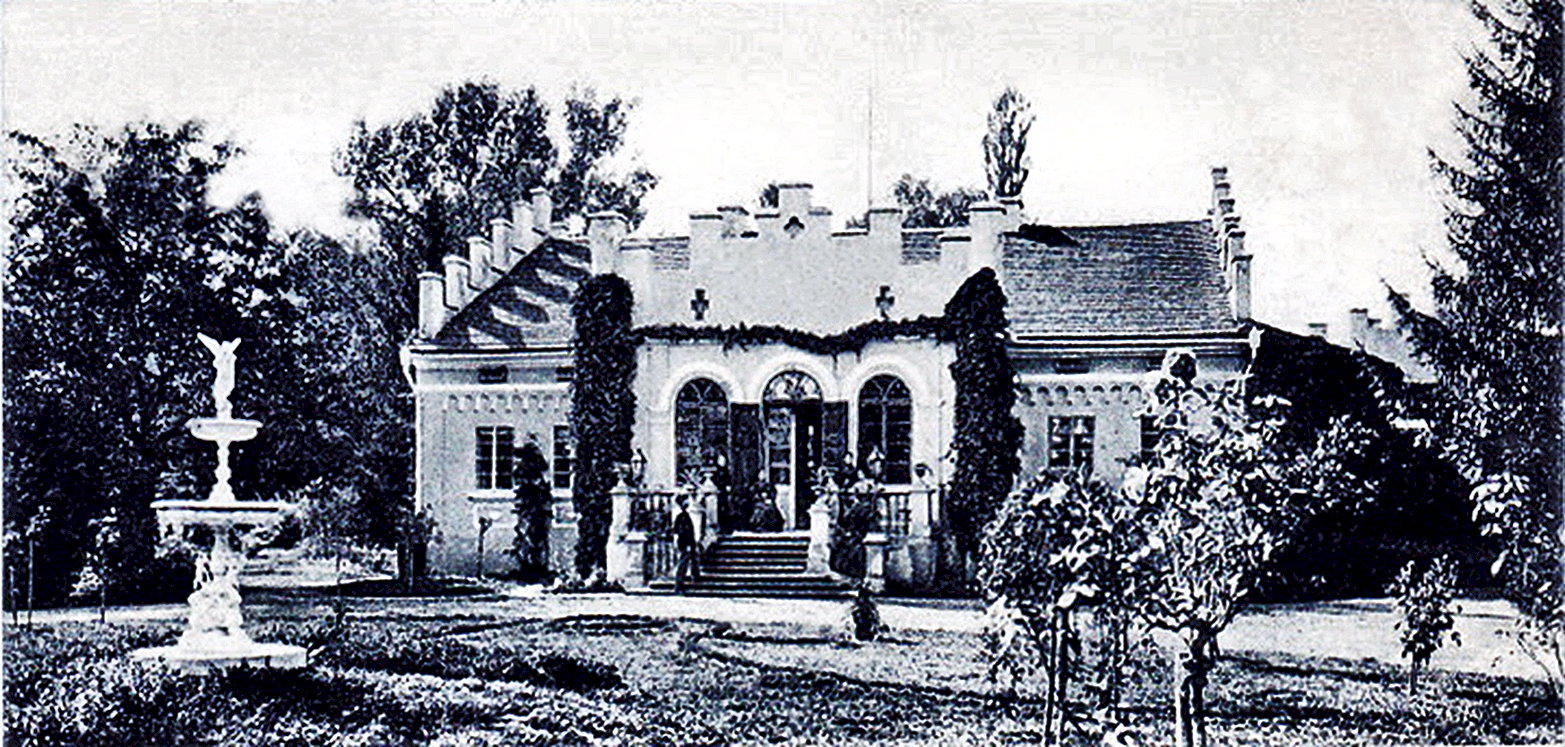
Villa der Helene und Ruxandra von Wassilko in Panka um 1900

Schon vor der Gründung des Fürstentums Moldau 1350 ließ Pancu (Panko), der Urahn der Familie Wassilko in der Moldau, den Wald am linken Ufer des Großen Sereth roden und gründete den Ort. Nach Ion Drăguşanul soll es sich zusammen mit  Lukawetz am Sereth (Lucavăţ) um die ältesten Niederlassung in diesem Gebiet handeln. Erstmals urkundlich erwähnt wurde Panca, als den Urenkeln des Gründers durch die Urkunde Fürst Alexander des Guten vom 16. Februar 1428 unter anderen diesen Ort als Eigentum für sie und ihre Nachfahren bestätigt wurde. Panca blieb bis zum Ende des Zweiten Weltkriegs im Besitz der Familie. Die Ortschaft gehörte bis 1775 zum Fürstentum Moldau.
Nachdem 1774 die Bukowina gegen Ende des Russisch-Osmanischen Kriegs (1768–1774) vom neutralen Österreich besetzt worden war, wurde dies 1775 im Frieden von Küçük Kaynarca bestätigt, offiziell als Dank für Österreichs „Vermittlerdienste“ zwischen den Kriegsgegnern. Dadurch war Panka ein Teil Österreichs zuerst im Königreich Galizien und Lodomerien, ab 1849 im neu gegründeten Kronland Herzogtum Bukowina.
Nach der Angliederung der Bukowina an das Königreich Rumänien am 27. November 1918 gehörte der Ort zum damaligen Bezirk Storojineț.
Die durch den Hitler-Stalin-Pakt bedingte Annexion der Nordbukowina erfolgte am 28. Juni 1940. Panka wurde ein Teil der Sowjetunion, dazwischen, von 1941 bis 1944 wiederum rumänisch, wurde die gesamte Region 1947 in die Ukrainischen SSR integriert und ist seit 1991 ein Teil der unabhängigen Republik Ukraine. Vom 7. September 1946 bis zum 6. April 1995 trug der Ort den Namen Klyniwka (Клинівка)
Am 29. September 2016 wurde das Dorf ein Teil der neu gegründeten Stadtgemeinde Storoschynez im Rajon Storoschynez, bis dahin bildete es die Landratsgemeinde Panka (Панківська сільська рада/Pankiwska silska rada) im Zentrum des Rajons.
Seit dem 17. Juli 2020 ist der Ort ein Teil des Rajons Tscherniwzi.